# Alterneset
Alterneset est une localité du comté de Nordland, en Norvège.

## Géographie
Administrativement, Alterneset fait partie de la kommune de Rana.